# Steve Lewis
Steven Earl Lewis - (Los Ángeles, California, 16 de mayo de 1969) es un atleta estadounidense especialista en los 400 metros lisos. Fue campeón olímpico de esta distancia en Seúl 1988 con solo 19 años y subcampeón cuatro años más tarde en Barcelona 1992. Además ganó dos medallas más de oro en la prueba de relevos 4 x 400 metros.
Steve Lewis era un desconocido antes de 1988. Su mejor marca eran 45,76 hechos en los Campeonatos junior de Estados Unidos en 1987, siendo aun un estudiante de high school.
Sin embargo en 1988, todavía en edad junior y en su primer año en la Universidad de UCLA, tuvo un año espectacular y consiguió logros extraordinarios. El 22 de mayo hizo en Westwood, California, una marca de 44.65, nuevo récord mundial junior (aunque el ganador de la carrera fue Danny Everett, compañero suyo en UCLA)
El 17 de julio en Indianápolis, en los cuartos de final de los trials de selección norteamericanos para los Juegos Olímpicos de Seúl, consiguió hacer 44.61, que batía otra vez su mejor marca. 
Al día siguiente, en las semifinales, le quitaba medio segundo a este registro y hacía 44.11. Y ya en la final Steve Lewis acabó tercero, por detrás de Harry Reynolds y Danny Everett. Su marca fue de 44.37, y se ganó su derecho a estar en la cita olímpica.
Harry Reynolds era entonces la gran estrella mundial en esta prueba, y poco antes de los Juegos de Seúl consiguió hacer historia al batir en Zúrich, Suiza, el mítico récord mundial de Lee Evans que databa de hacía veinte años. Reynolds hizo 43.29, rebajando en 0,57 la marca de Evans. 
Por lo tanto Harry Reynolds era el gran favorito para ganar la medalla de oro en los Juegos Olímpicos, mientras que Steve Lewis era a priori el peor de los tres norteamericanos. Sin embargo Lewis dio una de las grandes sorpresas de los Juegos. Ya en cuartos de final (44,41) y en semifinales (44,35) dio muestras de su fortaleza, pero en la final logró romper todos los pronósticos y hacer la carrera de su vida, corriendo en 43,87 y dejando atrás a Harry Reynolds (plata con 43,93) y Danny Everett (bronce con 44,09). De este modo, con 19 años y siendo todavía un atleta junior, logró la medalla de oro olímpica.
Además en la prueba de relevos 4 × 400 m el equipo de Estados Unidos formado por Danny Everett, Steve Lewis, Kevin Robinzine y Harry Reynolds, logró otra medalla de oro con 2:56.16, igualando el récord mundial de esta prueba que databa de los Juegos de México 1968.
Este fue el mejor año de su carrera, y pese a su juventud, nunca pudo superar la marca conseguida en Seúl ni volver a bajar de 44 segundos. En parte esto estuvo motivado por lesiones y enfermedades que le afectaron en los años siguientes.
En 1989 hizo una marca bastante buena de 44,57 en Lausanne, Suiza. Sin embargo una lesión en la corva le obligó a finalizar la temporada de forma prematura. Acabó cuarto en el ranking mundial del año.
En 1990 le ocurrió algo parecido. Consiguió en Norwalk, California, el Campeonato de Estados Unidos, el primero y único de su carrera deportiva, y su marca de 44,75 fue la octava del mundo ese año. Pero otra vez una lesión le hizo perderse gran parte de la temporada, especialmente las carreras en Europa.
En 1991 la mala suerte volvió a acompañarle. Esta vez las lesiones afectaron a la primera parte de la temporada, y esto hizo que fracasara en los campeonatos nacionales de Estados Unidos, y con ello perdiera la oportunidad de formar parte del equipo que acudiría a los Mundiales de Tokio. Su mejor marca fue de 44.52, hecha en Zúrich, Suiza, la quinta del mundo ese año.
En 1992, año de los Juegos Olímpicos de Barcelona, mejoró sensiblemente y por fin pudo competir a pleno rendimiento. En los trials de Nueva Orleans hizo 44.08, la segunda mejor marca de su vida, y ya en los Juegos Olímpicos tuvo una gran actuación consiguiendo la medalla de plata con 44.21, tras su compatriota Quincy Watts, oro con 43.50.
En la prueba de relevos 4 × 400 m, el equipo de Estados Unidos formado por Andrew Valmon, Quincy Watts, Michael Johnson y Steve Lewis, logró por fin romper el viejo récord que cuatro años antes solo se había podido igualar. La nueva marca fue de 2:55.74.
Tras los Juegos de Barcelona Steve Lewis no volvió a destacar en ningún gran evento ni a hacer grandes marcas, aunque en 1993 y 1994 sí estuvo entre los diez primeros del ranking mundial. Finalmente, y pese a ser relativamente joven aún, se retiró en 1995. Las lesiones y una enfermedad viral impidieron que su carrera prosiguiera.
Steve Lewis tuvo una trayectoria extraña como atleta. Hizo sus mejores marcas siendo atleta junior, y luego bajó su rendimiento, en una carrera deportiva plagada de lesiones que le impidieron desarrollar todo su potencial.
Se da la circunstancia de que posee las nueve mejores marcas en categoría junior de la historia, todas ellas hechas en el lapso de apenas cuatro meses en 1988.
Perteneció al Santa Monica Track Club, el club al que también  pertenecían otros grandes velocistas norteamericanos como Carl Lewis, Michael Marsh, Danny Everett o Leroy Burrell.
Su marca de 43,87 le colocan actualmente el sexto del ranking de todos los tiempos.
| Predecesor: Alonzo Babers | Campeón Olímpico de 400 metros Seúl 1988 | Sucesor: Quincy Watts |

- Datos: Q504615